# Luka Peruzović
Luka Peruzović (Split, 26. veljače 1952.) je bivši hrvatski nogometaš i trener.
U svojoj karijeri igrao je na položaju obrambenog igrača, na položaju čistača i centarhalfa.

## Igračka karijera
Karijeru je započeo u splitskom "Hajduku". 

Za njega je odigrao oko 470 utakmica i postigao 20 golova. Nakon što je stekao uvjete za odlazak u inozemstvo, otišao je 1980. igrati u Belgiju, u "Anderlecht", skupa sa slavnim trenerom Tomislavom Ivićem.

S "Anderlechtom" je 1981./82. došao do poluzavršnice Kupa kupova i do naslova pobjednika Kupa UEFA 1982./83. (pobjeda protiv "Benfice").
Nakon osmogodišnjeg igranja u tom klubu, vratio se u "Hajduka", odigravši još 11 utakmica, nakon čega je počeo raditi kao trener mlađih uzrasta.
U reprezentativnoj karijeri, bio je igračem Jugoslavije, za koju je nastupio, od velikih natjecanja, na SP-u 1974. i EP-u 1976.
Statistika u Hajduku
| Natjecanje        | Nastupi | Zgoditci |
| ----------------- | ------- | -------- |
| Prvenstvo         | 244     | 9        |
| Kup               | 26      | 0        |
| Superkup          | 0       | 0        |
| Međunarodne       | 36      | 0        |
| Splitski podsavez | 0       | 0        |
| Ukupno            | 306     | 9        |
| Prijateljske      | 180     | 14       |
| Sveukupno         | 486     | 23       |

## Trenerska karijera
Kao trener, vodio je belgijske klubove Standarda iz Liègea, R. Charleroi S.C. i Anderlechta te katarski Al Sadd. 

Od reprezentacija, vodio je Bahrein.